# George Barițiu
George Barițiu, cunoscut și ca George Bariț sau Gheorghe Barițiu, (n. 4 iunie 1812, Jucu de Sus, Imperiul Austriac – d. 2 mai 1893, Sibiu, Austro-Ungaria) a fost un publicist, istoric și politician român transilvănean, întemeietorul presei românești din Transilvania. George Barițiu a fost deputat în Dieta Transilvaniei din 1861 și în Senatul Imperial de la Viena, membru fondator și apoi președinte al Astrei, membru fondator al Partidului Național Român din Ungaria și Transilvania și președinte al acestuia între anii 1884-1889, membru fondator și ulterior președinte al Academiei Române.

## Date biografice
George Barițiu s-a născut la 24 mai / 4 iunie 1812  în Jucu de Jos, comitatul Cluj din Marele Principat al Transilvaniei, Imperiul Austriac. El a fost fiul cel mai mare al lui Ioan Pop Barițiu, preot greco-catolic, și al Anei Rafila, fiica preotului ortodox Simion Cornea.
S-a căsătorit la Brașov la 13/25 aprilie 1841 cu Maria Velisar Stoian, fiica unui negustor brașovean. Ei au avut împreună nouă copii, dintre care patru au murit de mici, iar cinci au rămas în viață: un fiu, Ieronim, și patru fiice: Victoria, Aurelia, Octavia și Maria. Ieronim a absolvit Dreptul la Sibiu, și-a desăvârșit studiile superioare la Viena, unde, împreună cu Mihai Eminescu ș. a., a luat parte la întemeierea Societății Academice Literare „România Jună” (1871), iar ulterior a fost secretarul Comitetului de organizare a Serbărilor de la Putna.

## Studii
George Barițiu a urmat studiile primare la școala maghiară unitariană din Trascău (azi Rimetea, județul Alba) între 1820 – 1824, iar apoi studiile secundare la Gimnaziul din Blaj (1824 – 1827), unde profesorii, continuatori ai Școlii Ardelene, se remarcau prin calități didactice deosebite.
Începând din anul 1827 a urmat studiile liceale la Liceul Piariștilor din Cluj, între 1829 și 1830 frecventând și Facultatea de Filosofie din localitate. Barițiu a fost un student eminent, însușindu-și cunoștințe temeinice de literatură clasică latină, citind cu pasiune clasicii germani, englezi, italieni, mai ales Goethe, Schiller, Herder, Lessing, Alfieri, Dickens, Shakespeare, Rousseau.
De la Cluj s-a întors la Blaj, unde a urmat Facultatea de Teologie între anii 1831 și 1835. Mediul Bisericii Române Unite cu Roma a jucat un rol hotărâtor în formarea intelectuală a lui George Barițiu. Atât tatăl, cât și bunicul său au fost preoți greco-catolici, el fiind pregătit la rândul său pentru cariera ecleziastică, însă nu a profesat însă niciodată preoția, ci urmându-și pasiunea, s-a decis pentru cariera didactică și jurnalistică.

## Viața și activitatea
La terminarea studiilor, timp de un an, în 1835, a predat fizica la gimnaziul din Blaj, iar din 1836 s-a stabilit la Brașov, unde a rămas timp de 42 de ani. Aici a predat gramatica românească și germană, aritmetica, istoria, geografia și limba latină la noua școală din Brașov-Cetate, începând cu anul 1836. Programa școlară a lui Barițiu prevedea și cursuri de corespondență comercială în limbile română și germană și introducerea în „doppie” (scrierea în registre), el devenind unul dintre precursorii contabilității, dovedind o pregătire economică care va răzbate mai târziu și în articolele publicate în ziare. Era un profesor valoros, bun cunoscător a cinci limbi străine: latina, germana, maghiara, franceza și italiana. Deși în anul 1845 s-a retras din învățământ pentru a se dedica doar presei, el a susținut înființarea gimnaziului românesc brașovean, inaugurat la 1 septembrie 1850.

### Gazeta de Transilvania
În anul 1838 a întemeiat la Brașov Gazeta de Transilvania, primul ziar românesc politic și informativ  românesc din Marele Principat al Transilvaniei, al cărui redactor a fost până în 1850. În același an a început publicarea suplimentului literar al Gazetei, Foaie pentru minte, inimă și literatură, una dintre primele reviste literare românești, care cuprindea ȋn principal date de ordin cultural, literar, artistic, filologic, științific și didactic.

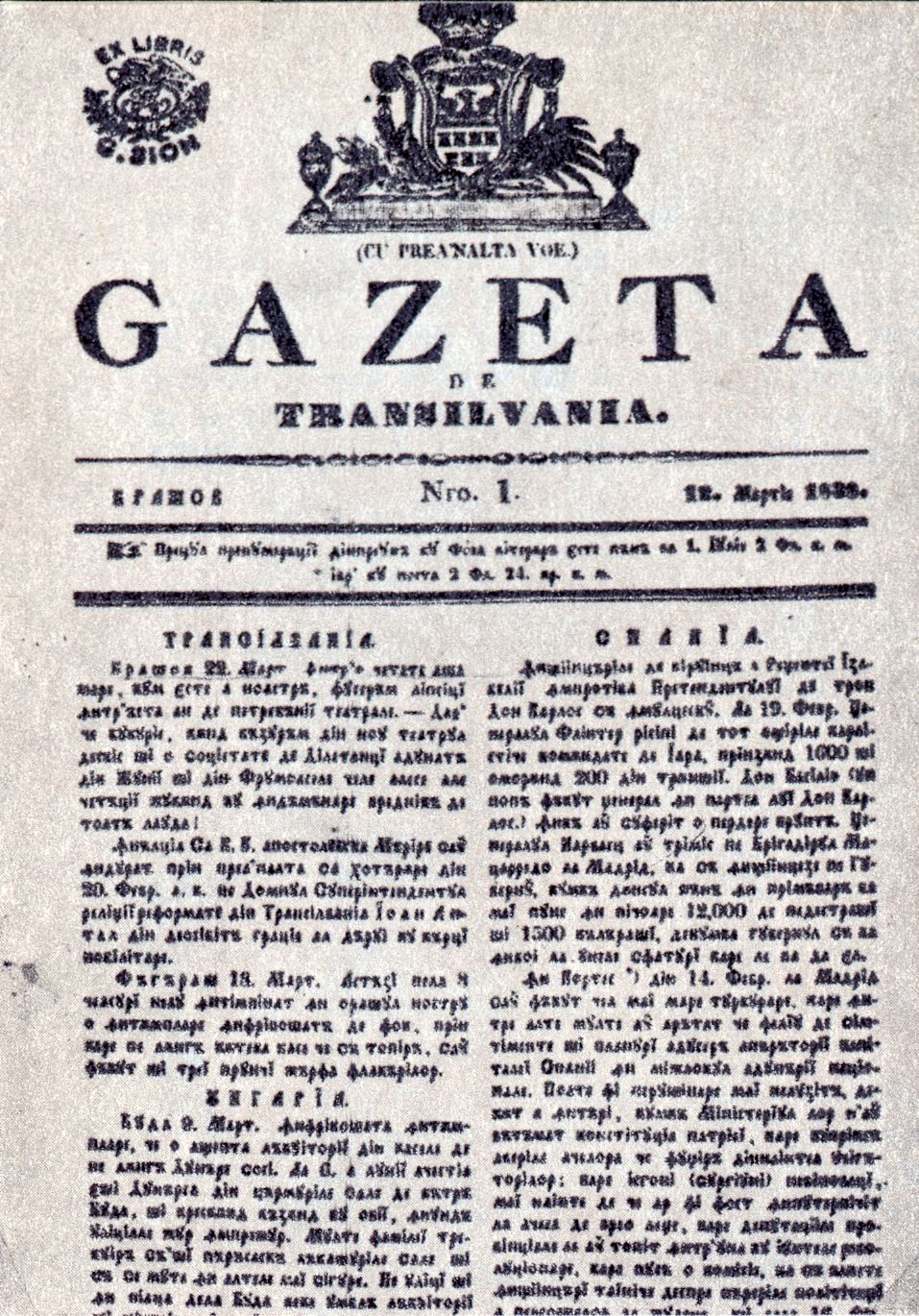
Primul număr al Gazetei de Transilvania (martie 1838)

În primul număr al Gazetei, apărut la 12/24 martie 1838, George Barițiu a redactat și publicat programul redacției, prin care sublinia rolul acestei publicații periodice în educația și cultura publicului, alături de cărți și literatură, prin difuzarea ideilor și a cunoștințelor științifice. Totodată, a afirmat importanța cultivării limbii și literaturii române, încurajarea creației originale, combaterea imitației și stimularea gustului pentru citit în limba maternă, punând un accent puternic pe menirea școlii. El a apelat deasemenea la colaborarea învățătorilor și a preoților pentru a susține gazeta cu articole.
George Barițiu credea că existau două mijloace pentru cultivarea limbii și îmbogățirea și dezvoltarea creației literare: traducerile din alte literaturi și culegerea folclorului. Inițial Gazeta s-a ocupat în principal de aceste probleme vizând îmbogățirea limbii și a literaturii.
În dorința de a face cunoscută gazeta sa, dar și cu scopul de a reflecta mai bine știrile locale, încă din anul 1838, George Barițiu a recrutat o serie de colaboratori și corespondenți permanenți în cele mai importante centre urbane din Transilvania și Banat, dar și din principalele orașe de la sud și est de Carpați: București, Craiova, Iași, etc.
Cu ocazia aniversării a 50 de ani de la înființarea Gazetei, în anul 1888 a fost publicată o lungă listă a acestor colaboratori pe provincii, George Barițiu susținând în numărul jubiliar că la revistă au colaborat „toți câți știau să poarte pana”.
Din dorința de a oferi cititorilor informații cât mai exacte și mai bine documentate, George Barițiu se documenta din foarte multe surse, preluând informații din ziarele săsești și maghiare din Transilvania, din presa românească de la București și Iași precum și din presa engleză, franceză și germană. În 1841, Barițiu declara că se informa asupra actualității din peste 30 de jurnale, multe obținute prin „cabinetul” lui Johann Gött, care făcea abonamente la 50 de publicații politice și literare pentru editorii săi.

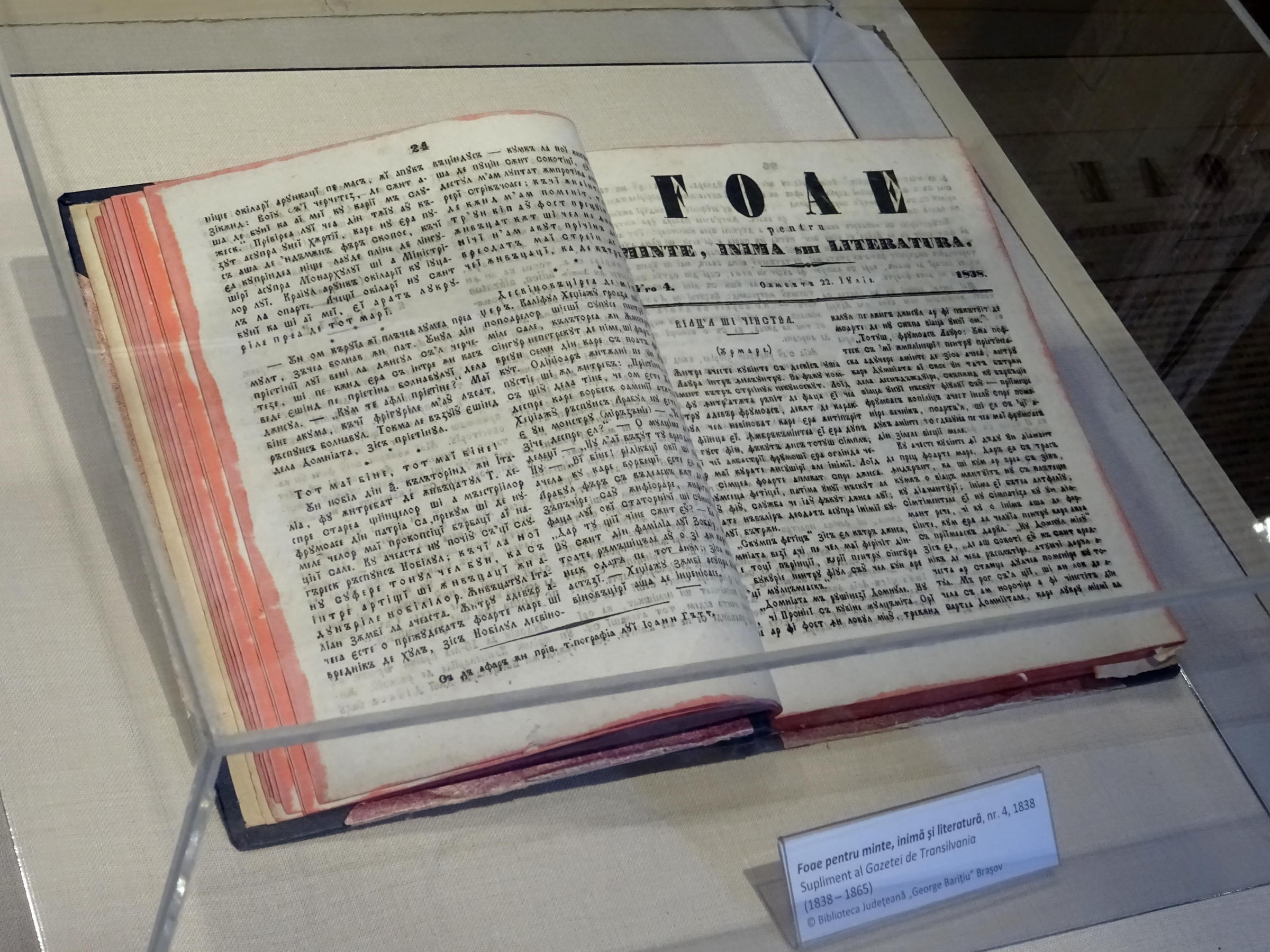
"Foaie pentru minte, inimă și literatură" nr.4/1838

La 13 februarie 1839, Barițiu a înființat o rubrică nouă, „Poșta redacției”, prin care purta un dialog cu publicul, iar în 1844 a apărut articolul de fond, sub titlul „Articol începător” sau „Articol premergător”, Gazeta devenind astfel mai critică și combativă, definindu-și propria poziție față de problemele politice românești. O altă inovație a redactorului a fost introducerea, în 1845, pentru o perioadă, a rubricii „Revista de jurnale”, unde sintetiza cele mai importante probleme dezbătute de presa germană, maghiară și română din Principat. 
În ampla activitate ziaristică pe care a desfășurat-o Barițiu, s-au reflectat cu multă pătrundere preocupările culturale, lingvistice, istorice, literare, economice, politice și sociale ale epocii. El a cultivat toate genurile jurnalisticii, alternând studiile științific cu articolele militante, reportajele cu adnotații concise, discuțiile ample cu polemici incisive. Referindu-se la greutățile editării unui ziar în condițiile cenzurii autorităților, el afirma că „un ziarist lucrează având în față legea, codul penal, iar în spate jandarmul!”
Analizând situația economică a Transilvaniei, Barițiu a identificat unele probleme structurale și de dezvoltare economică și a încercat să ofere răspunsuri concrete, practice, problemelor din agricultură, industrie, comerț, circulație monetară și de credit, infrastructură și fiscalitate prin articolele sale publicate.
De tipărirea și difuzarea ziarului se ocupa tipograful Johann Gött, difuzarea lor peste munți fiind asigurată prin librăriile din Iași și București, printre care și librăria lui Iosif Romanov, precum și prin reprezentanți recrutați dintre prietenii și colaboratorii lui Barițiu, cărora li se acorda un comision de 5%. Acești colaboratori au fost cei care au asigurat, cu predilecție, răspândirea Gazetei, confruntată adesea cu interdicții oficiale de circulație pe teritoriul statelor românești de peste Carpați.
De asemenea, pentru a aproviziona tipografia ziarului cu hârtia necesară, Barițiu a inițiat ȋnființarea unei fabrici de hârtie la Zărnești, dotată cu mașini și utilaje cumpărate din Germania prin finanțarea Caselor de Comerț din Brașov. Din anul 1852 el a îndeplinit aici, pentru 20 de ani, funcția de director comercial.

### Activitatea culturală și politică
Deși nu a fost printre fondatorii Casinei Române din Brașov, George Barițiu a fost totuși unul dintre cei mai importanți îndrumători ai acesteia până în anul 1862, când s-a retras, după ce aceasta a intrat în declin.
De asemenea, el s-a orientat și spre activitățile economice practice, îndeplinind funcția de secretar și notar al „Gremiului” (Societatea negustorilor români din Brașov) în perioada 1850-1857. Tot lui i se datorează înființarea secției românești din cadrul tipografiei „W. Römer și J. Kamner” din Brașov în anul 1852  unde s-au tipărit atât calendare, cât și periodicele Transilvania (1868 – 1878), Orientul latin (1874 – 1875), Cocoșul roșu (1875 – 1876) și Școala și familia (1886).
În timpul revoluției de la 1848, pentru început a avut o atitudine rezervată, preconizând, la fel ca Nicolae Bălcescu, o apropiere de revoluționarii maghiari. A militat în schimb pentru un singur congres românesc la Blaj, unde să se adune toți românii indiferent de confesiune. În 3/15 mai 1848, George Barițiu a participat la Adunarea Națională de la Blaj în fruntea unei delegații brașovene, a fost ales vicepreședinte și a semnat în această calitate protocoalele și petițiile adresate împăratului. După adunare, a scris într-un articol îndrăzneț celebrele cuvinte „Soarta națiunii române se va hotărî la București și Iași, nu la Cluj sau la Buda”. A plecat la Cluj pentru a-și susține moțiunea în fața dietei, dar fără sorți de izbândă. Barițiu nu a participat la următoarea Adunare de la Blaj (septembrie), dar, alături de Simion Bărnuțiu, a încercat să îl tempereze pe Avram Iancu, în dorința acestuia de a răzbuna victimele tragediei de la Mihalț. În luna octombrie a aceluiași an a fost chemat la Sibiu în comitetul apărării naționale și în cel al „pacificațiunii”.
În tot acest timp, Gazeta a descris pe larg dezbaterile și hotărârile de la Blaj din 3/15 mai 1848, iar în suplimentul său literar s-au publicat creațiile patriotice revoluționare ale lui Vasile Alecsandri și Andrei Mureșanu: „15 mai”, „Hora Ardealului”, prima versiune a „Horei Unirii” și „Răsunet”, devenit apoi „Deșteaptă-te, române!”, precum și mărturii despre mișcare. Au fost relatate în Gazetă deciziile luate de Dieta Transilvaniei, de cea de la Pesta, de guvernul maghiar, precum și evenimentele care au urmat. De asemenea, Gazeta a fost singura publicație care a făcut cunoscute proclamațiile Comitetului Național Român. Ca urmare, ziarul brașovean a fost investit oficial în calitate de tribună a deciziilor comitetului revoluționar.
După ocuparea Brașovului și a Sibiului de către armata generalului Józef Bem, în martie 1849 George Barițiu s-a refugiat la Câmpina, dar a fost arestat în luna iunie a aceluiași an de către trupele țariste, dus la Ploiești și apoi trimis la închisoarea militară din Cernăuți. La intervenția fraților Hurmuzachi, a fost eliberat și apoi găzduit la moșia acestora Cernăuca din Ducatul Bucovinei. Acolo a rămas pentru 3 luni și a colaborat la ziarul Bucovina, prima gazetă care se tipărea în două limbi (germană și română).

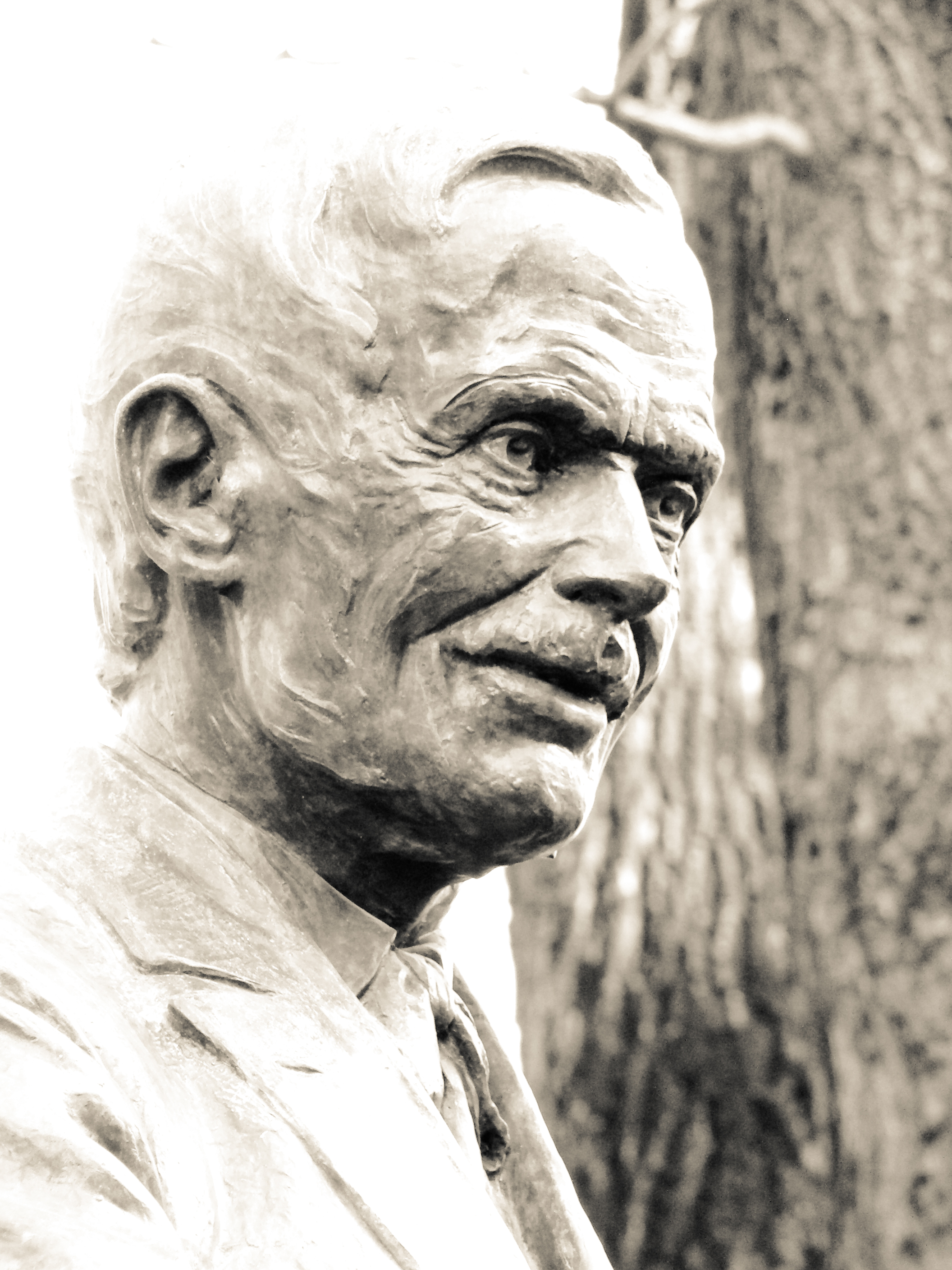
Bust al lui George Barițiu în Parcul Astra din Sibiu

Începând cu sfârșitul anului 1859, Imperiul habsburgic a intrat într-o perioadă de relative libertăți pentru naționalități, lucru care a făcut ca George Barițiu să revină în centrul activității politice a românilor, el fiind exponentul aripii radicale în Dieta de la Sibiu și în Parlamentul de la Viena. Barițiu a dorit ca ședințele politicienilor români să fie stenografiate ca mărturii pentru istorie, dar și ca probe incontestabile împotriva denaturărilor presei. După instituirea dualismului austro-ungar din anul 1867, în opoziție cu Andrei Șaguna, George Barițiu a devenit teoreticianul direcției pasiviste care s-a impus în viața politică a românilor transilvăneni până în anul 1905. El și-a prezentat ideile sale în anul 1867 prin articolul „Activitate, Pasivitate”, publicat în Gazeta de Transilvania, precum și ulterior în 1871 printr-o serie de scrisori anonime publicate în același ziar. De altfel, o atitudine asemănătoare de pasivitate adoptaseră și cehii, care au refuzat și ei între 1863 – 1879 să intre în parlamentul de la Viena.
În anul 1861, George Barițiu a fost unul dintre întemeietorii Asociației Transilvane pentru Literatura Română și Cultura Poporului Român (Astra), alături de Timotei Cipariu, Ioan Pușcariu, mitropolitul Andrei Șaguna și de alți cărturari români. A fost mai întâi secretar, apoi președinte al Astrei în perioada 1888-1893. Asociația a editat, începând din 1868, revista Transilvania, pe care a condus-o între 1868 și 1889. În această revistă a publicat numeroase articole și studii de istorie și politică. Colectivului redacțional al revistei Transilvania i se datorează editarea primei enciclopedii românești, apărută în trei volume la Sibiu, între 1898 și 1904. Barițiu a publicat tot la Sibiu, tot în trei volume, între 1889 și 1891, principala sa operă, intitulată „Părți alese din Istoria Transilvaniei pre două sute de ani în urmă”.
O altă preocupare a lui Barițiu realizată în cadrul „Astrei” a fost înființarea unei școli gimnaziale de fete. După unele încercări nereușite, această inițiativă, pe care a urmărit-o încă de la începuturile activității sale didactice și asupra căreia a revenit adeseori, s-a realizat la 15 septembrie 1886, cu deschiderea primei școli civile de fete cu internat a „Astrei” la Sibiu.
George Barițiu s-a numărat printre fondatorii Partidului Național Român în anul 1869. Aici a inițiat un „Memorial” asupra situației românilor din Transilvania, redactat în 2.000 de exemplare (în limba română) și care a fost tradus în limba franceză (750 de exemplare), germană (600 de exemplare) și maghiară (700 de exemplare), cu intenția de a-l prezenta principalelor personalități politice europene, ziarelor și revistelor, precum și academiilor, universităților și instituțiilor culturale europene. La 1 iulie 1884, Barițiu a fost ales președintele Comitetului PNR, funcție pe care a îndeplinit-o până la retragerea sa din viața politică, fiind unul din inițiatorii Memorandumului din 1892 prezentat de liderii românilor din Transilvania împăratului Austro-Ungariei Franz Josef.
George Barițiu a fost membru fondator al Societății Literare Române (1866), precursoarea Academiei Române, militând pentru transformarea acesteia în Academie și pentru publicarea dezbaterilor acesteia. De asemenea, el a avut o contribuție importantă în redactarea statutelor Academiei și a fost ales președinte al secției istorice. Aici a prezentat diverse comunicări, majoritatea cu tematică istorică, dar și despre „Teoriile lui Darwin” sau despre filosoful Arthur Schopenhauer.
La vârsta de 66 de ani, în anul 1878, Barițiu s-a mutat de la Brașov la Sibiu, unde a publicat Observatorul până în 1885, în tipografia lui Wilhelm Krafft, ziar care avea ca program problemele politice, național-economice și literare ale românilor din Transilvania. La redactarea ziarului a fost ajutat de către fiul său Ieronim cu traduceri, articole și studii. Cu aceasta se va încheia activitatea ziaristică a lui Barițiu. Începând de atunci, și-a consacrat întregul timp și sprijin Astrei și continuării cercetărilor științifice.
Ales în unanimitate președinte al Astrei la 6 august 1888, Barițiu a susținut alcătuirea și editarea unor materiale istorice, social – economice, etnografice, artistice și științifice, precum „Studii asupra locuitorilor, porturilor și obiceiurilor din diferite ținuturi, asupra hranei, esteticii, etnologiei și psihologiei românilor”. Tot din inițiativa lui, la Brașov s-a organizat prima expoziție de industrie casnică românească și s-a acordat poetului Andrei Mureșanu primul „Premiu național de literatură”. El a mai propus înființarea în cadrul asociației a trei secții de studiu: istorică, filologică și fizico-naturală, model care va fi urmat ulterior și de Academia Română. A militat și pentru înființarea revistei Astrei, Transilvania (1868-1945), căreia i-a dat o tentă mai mult istorică, în ciuda dorinței celorlalți membrii. A colaborat la redactarea Dicționarului Academiei, „Dicționarul limbii române” al lui August Treboniu Laurian și Ion C. Massim.

## Ultimii ani
În ședința din 24 martie 1893 a Academiei Române, Barițiu a fost ales președintele, funcție de care nu a apucat să se bucure decât pentru câteva săptămâni, pentru că la 20 aprilie/2 mai 1893 a decedat la Sibiu.
Deși prin testament a cerut să fie înmormântat „ca simplu cetățean al unei țări spoliate”, totuși el a fost înmormântat cu toate onorurile în micul cimitir de lângă Biserica dintre Brazi, alături de Ioan Rațiu, Alexandru Papiu-Ilarian, Iosif Sterca-Șuluțiu, Alexandru Vaida-Voevod.

## Opera
Istoric, ziarist și om politic, opera lui George Barițiu cuprinde aspecte variate de istorie economică, socială, culturală și religioasă. A activat în diferite domenii, afirmându-se ca jurist, economist, istoric, scriitor și istoric literar, folclorist, bibliograf și biograf, filosof.
Nu a neglijat nici traducerile, fiind un bun teoretician în acest domeniu, dar și un talentat traducător din Schiller, Shakespeare, Dickens (tradus pentru prima dată în limba română), Cicero. Între 1838 și 1846 a publicat în gazetele sale mai multe evocări ale unor personalități istorice (Francisc I al Austriei, Napoleon Bonaparte, Maria Stuart, etc.) cu un pronunțat rol educativ, iar ca bibliograf și bibliolog, numeroase informații și note asupra cărților și periodicelor nou apărute, precum și asupra cataloagelor de edituri și librării.
Ca un mare iubitor al teatrului, George Barițiu a scris una dintre primele sinteze de istorie a teatrului transilvănean („Thalia și Melpomene în Transilvania”), iar în 1890 a reluat unele vechi proiecte de piese care au rămas în manuscris Academiei Române. A scris povestiri: „Barbara”, „O privire peste ținutul Hațegului și Transilvaniei”, „O noapte la lună în Brașov”, precum și articole consacrate unor cărturari ardeleni proeminenți: Ioan Maiorescu, Vasile Popp, doctorul Pavel Vasici-Ungureanu, Andrei Mureșanu. În domeniul folcloristicii, el a manifestat o preocupare permanentă, încă din primul număr al Foii pentru minte, inimă și literatură din 1838, începută sub forma unui îndemn la adunarea acestor „izvoare”, după modelul lui Herder și continuată apoi prin acordarea unor spații generoase în publicațiile sale patrimoniului popular, considerat „un adevărat document istoric de unitate spirituală a poporului român”. Preocuparea lui Barițiu pentru limba literară și ortografie apare reflectată în mai multe articole, precum „Despre limbă”, „Despre slavonismuri”, prin care a contribuit la dezvoltarea lingvisticii.
Concepția sa liberală și umanistă se vede în modul în care a reflectat problemele politice și sociale ale vremii. Atitudinea sa a fost influențată de realitățile autohtone, de ideile lui Dionisie Pop Marțian, Ion Ghica, Mihail Kogălniceanu, Petre S. Aurelian, Alexandru D. Xenopol și de lucrările unor economiști străini ca François Quesnay, Adam Smith, Friedrich List, Adam Müller, Jean-Baptiste Say, pe care îi numea „cei mai renumiți economiști străini ai Europei”.
Printre operele sale se numără:
- „Cuvântare scolasticească la ecsamenul de vară în Școala românească din Brașov în Cetate”, Brașov, 1837
- „Deutsch-Rumänisches Wörtebuch, Dicționariu german-român”, 1853-1854 (împreună cu Gavril Munteanu)[nota 3]
- „Dicționariu românesc-unguresc, Magyar-román szótar”, Brașov, 1869
- „Părți alese din istoria Transilvaniei pre două sute de ani în urmă”, I-III, Sibiu, 1889-1891
- „Două drame familiare”, teatru, 1891

Studii și articole economice:

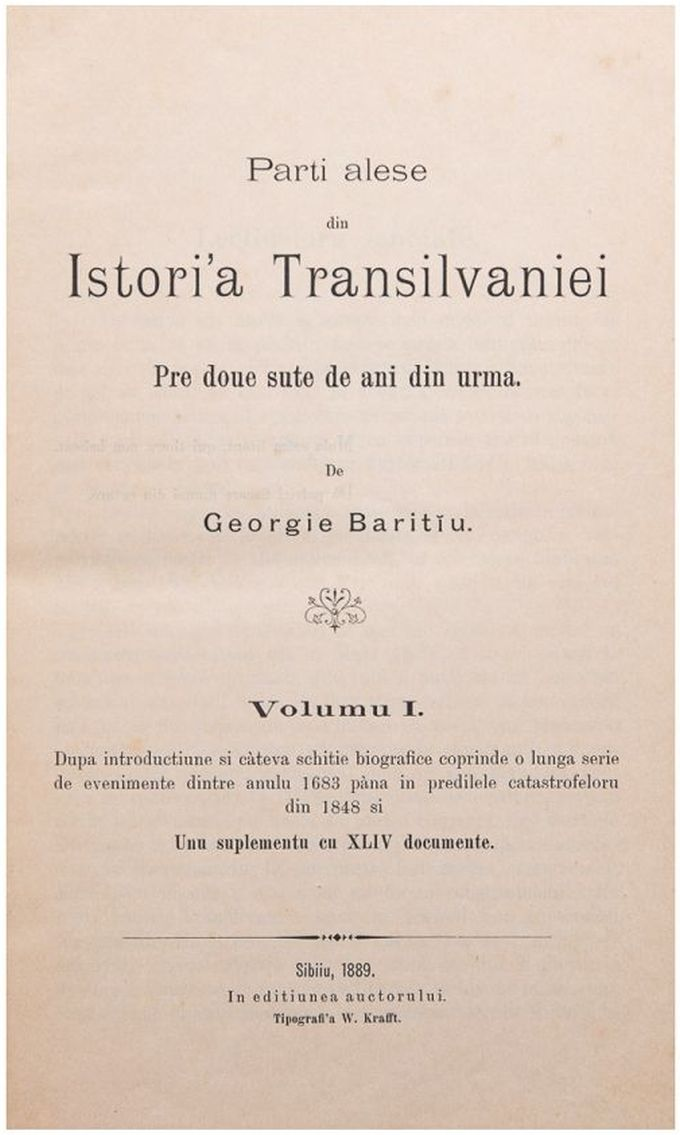
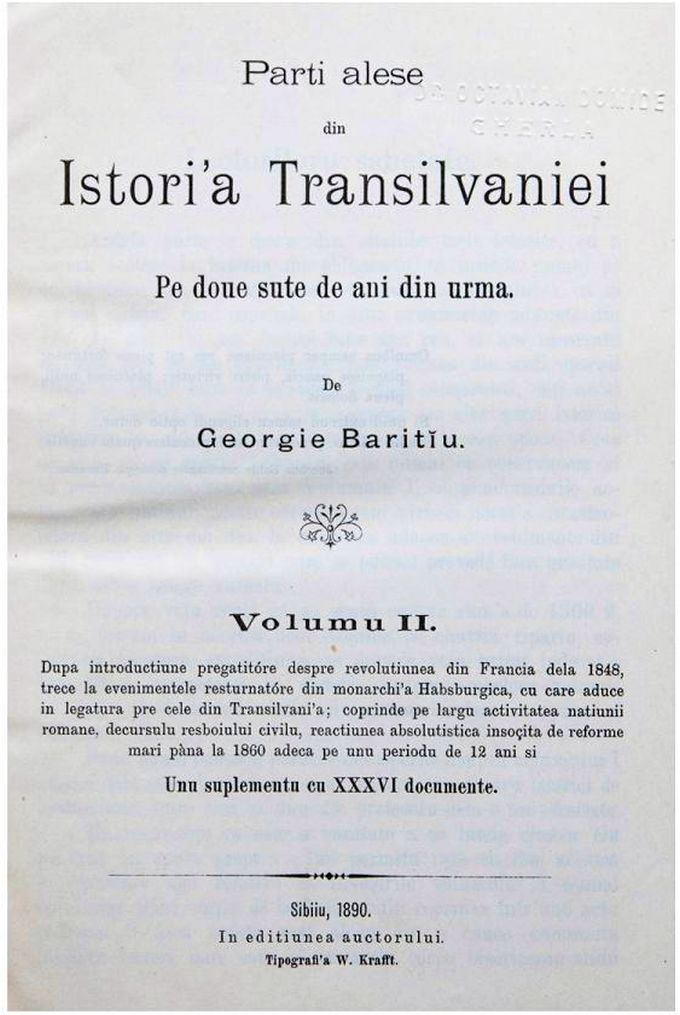
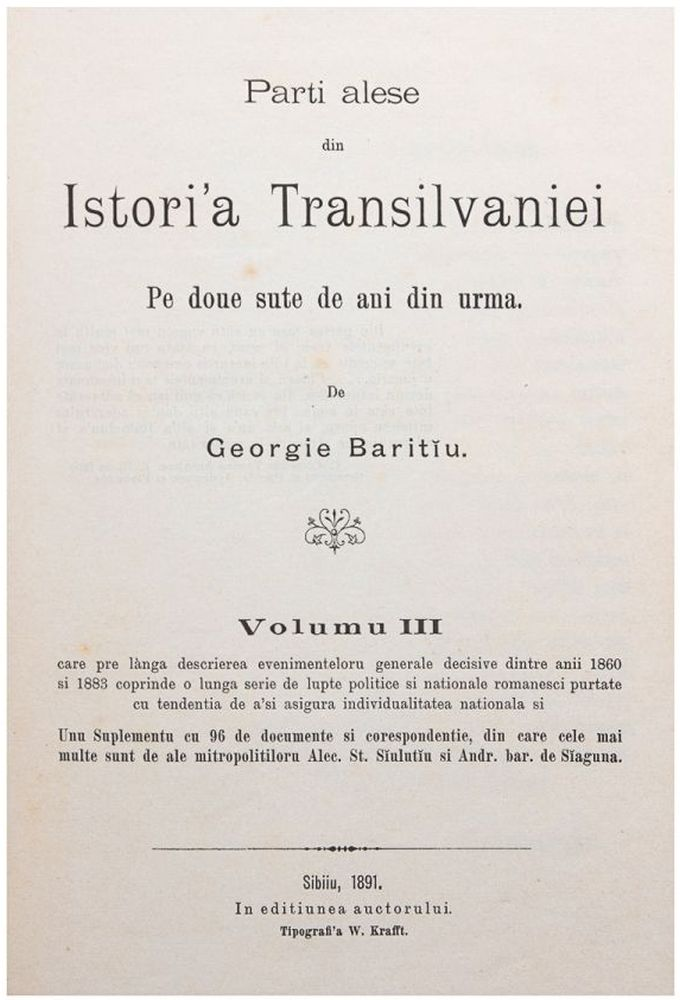

- „Despre comerțul transilvan” (1845)
- „Industria și comerțul nostru” (1850)
- „Cestiunea tarifelor și convențiunilor comerciale în stadiul de astăzi” (1866)
- „Cea mai bună politică românească” (1877)
- „Politica cea mai bună – economia națională” (1878)
- „Din România. Cestiuni economice” (1883)

## Cinstirea lui George Barițiu

### Numismatică

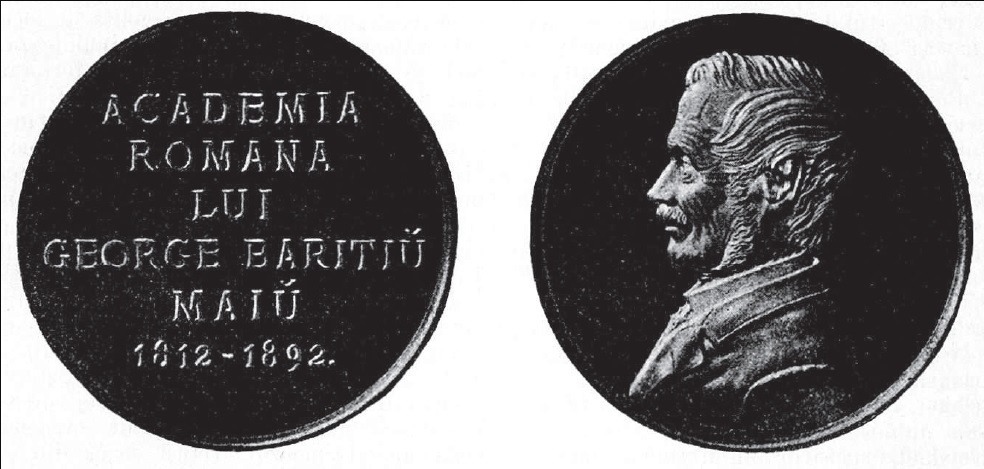
Medalia omagială emisă de Academia Română - mai 1892

- Cu ocazia împlinirii a 80 de ani de la naștere, în anul 1892, Academia Română a emis o medalie omagială, cu diametrul de 50 mm, gravată de Paul Telge și având pe o parte inscripționat „ACADEMIA ROMANA LUI GEORGE BARITIU MAIU 1812 – 1892” și bustul lui George Barițiu pe cealaltă parte.[18]
- Pentru cinstirea lui George Barițiu, Banca Națională a României a pus în circulație, în atenția numismaților, la 10 septembrie 2012, o monedă de aur[19], cu titlul de 900‰, cu valoarea nominală de 100 de lei, într-un tiraj de 250 de exemplare, cu ocazia împlinirii a 200 de ani de la naștere. Moneda este rotundă, cu diametrul de 21 de milimetri, are greutatea de 6,452 g, cantul monedei este zimțat și este emisă de calitate proof.[nota 4][20]

Pe aversul monedei sunt gravate titlurile unor publicații editate de George Barițiu, denumirea statului emitent, în arc de cerc: ROMANIA, valoarea nominală 100 LEI, milesimul 2012, amplasat de o parte și de alta a stemei României.
Pe reversul monedei sunt gravate portretul lui George Barițiu, numele persoanei comemorate, în arc de cerc, și anii între care a trăit: 1812, 1893.

### Eponime
În onoarea sa, 
- O statuie a lui George Barițiu, operă a sculptorului Oscar Späthe, a fost ridicată, la 13 octombrie 1912, în parcul ASTRA, din fața palatului ASTRA în Sibiu.[nota 5]
- Institutul de Istorie al Academiei Române, Filiala Cluj-Napoca îi poartă numele: Institutul de Istorie „George Barițiu”
- Biblioteca Județeană din Brașov îi poartă numele: Biblioteca Județeană „George Barițiu”;
- O instituție de învățământ preuniversitar din Cluj-Napoca îi poartă numele: Colegiul Național „George Barițiu”.
- O instituție de învățământ preuniversitar din Baia Mare îi poartă numele: Colegiul Tehnic „George Barițiu”.
- O instituție de învățământ preuniversitar din Sibiu îi poartă numele: Colegiul Economic „George Barițiu”.
- O instituție de învățământ preuniversitar din Brașov îi poartă numele: Liceul „George Barițiu”.
- O instituție de învățământ preuniversitar din Jucu de Sus, județul Cluj îi poartă numele: Școala Gimnazială „George Barițiu”.
- Străzi din  Centrul istoric al Brașovului, din Sibiu, Cluj-Napoca, București, Timișoara, Arad, Oradea, Deva, Alba Iulia, Satu Mare, Dej, Hunedoara, Turda, Câmpia Turzii, Lugoj, Blaj, Bistrița, Craiova, Constanța, Ploiești, Câmpina, Petroșani, Mediaș, Făgăraș, Sighetu Marmației, Carei, Orăștie, și multe altele, îi poartă numele: strada „George (sau Gheorghe) Barițiu”.

## Medalii
- Medalia „Bene Merenti” - clasa I.[21]

## Galerie de imagini

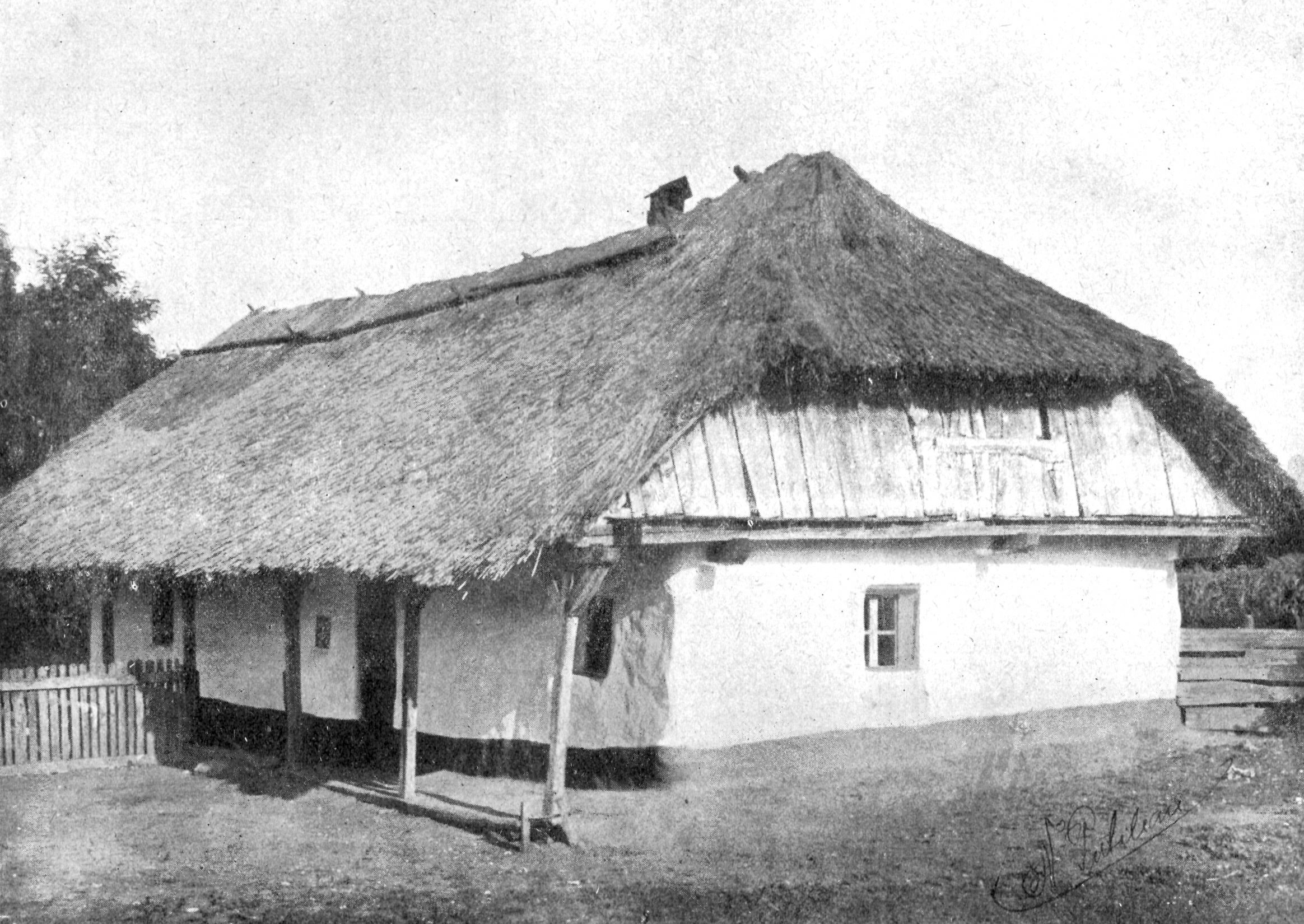
Casa din comuna Jucu unde s-a născut George Barițiu
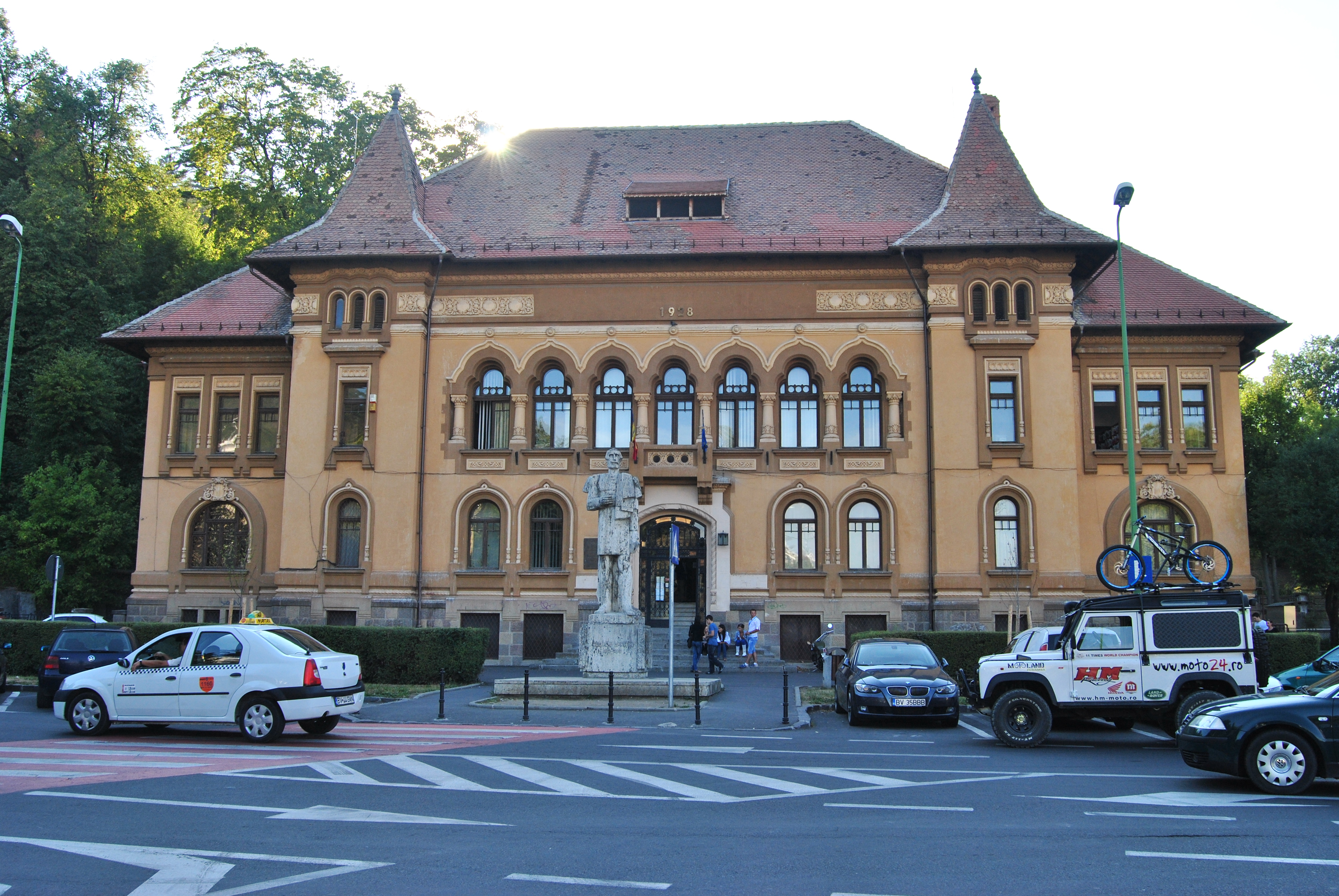
Biblioteca Județeană „George Barițiu” din Brașov
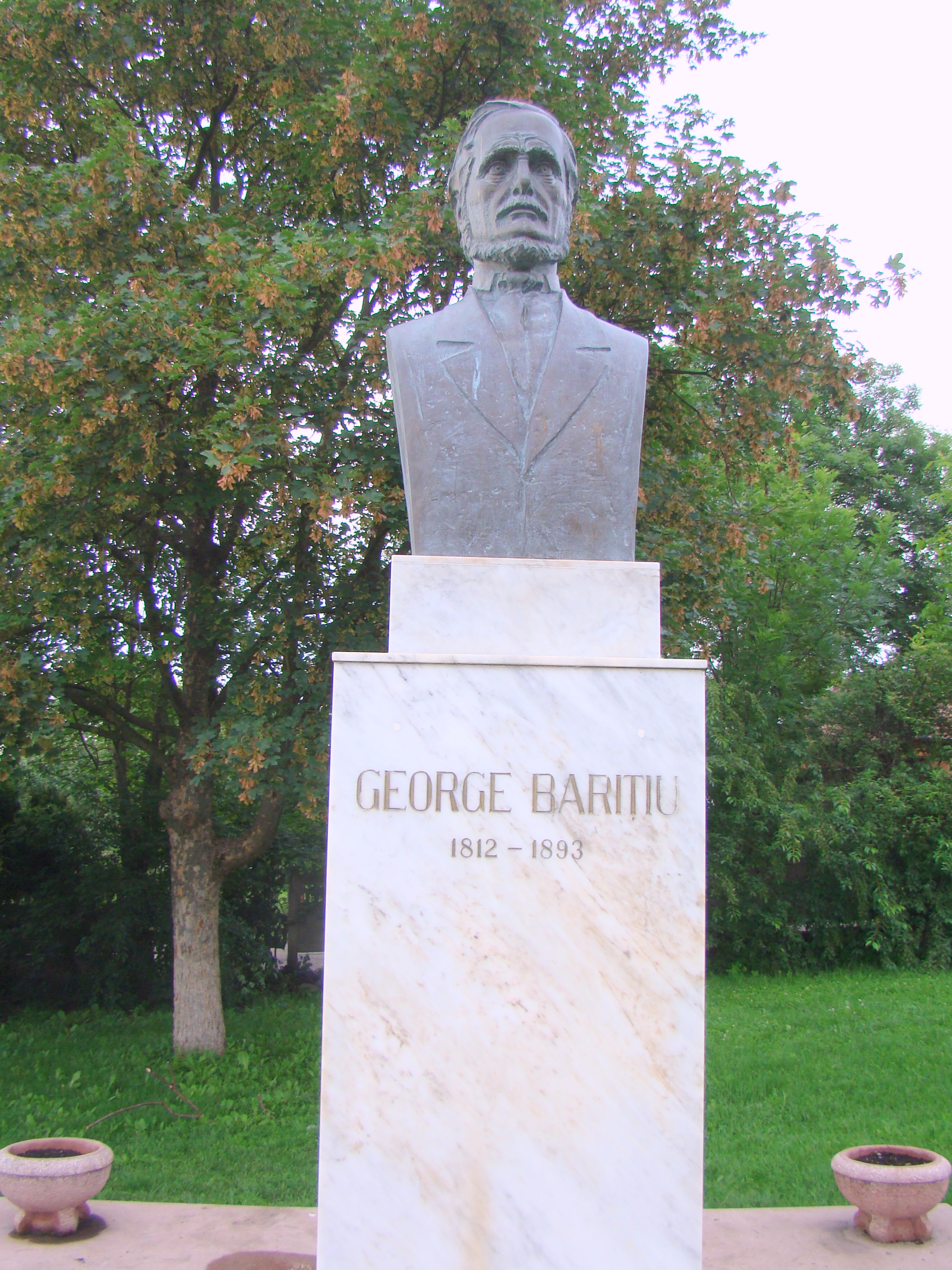
Bustul lui George Barițiu din Jucu de Sus
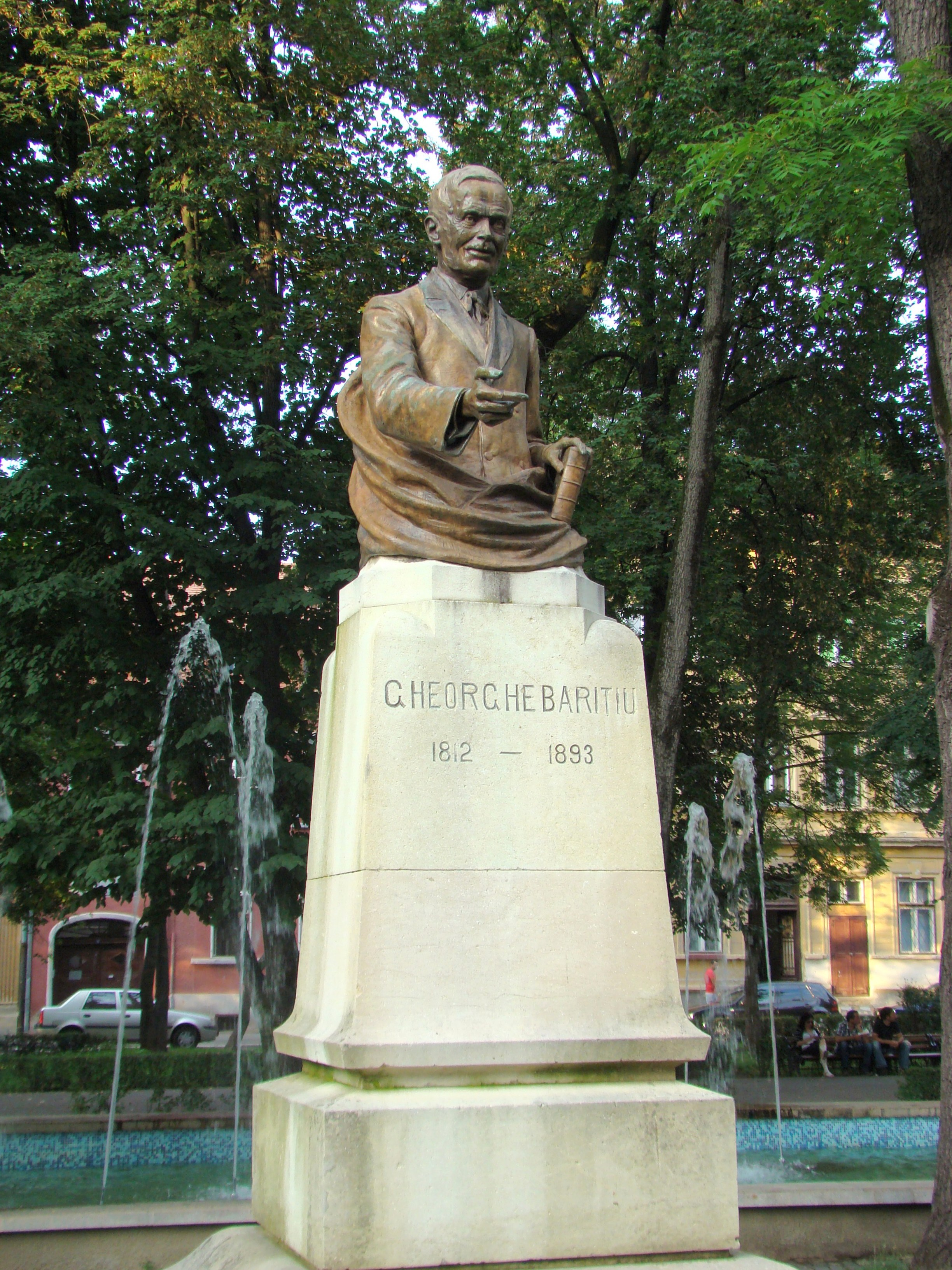
Bustul lui George Barițiu din Parcul Astra
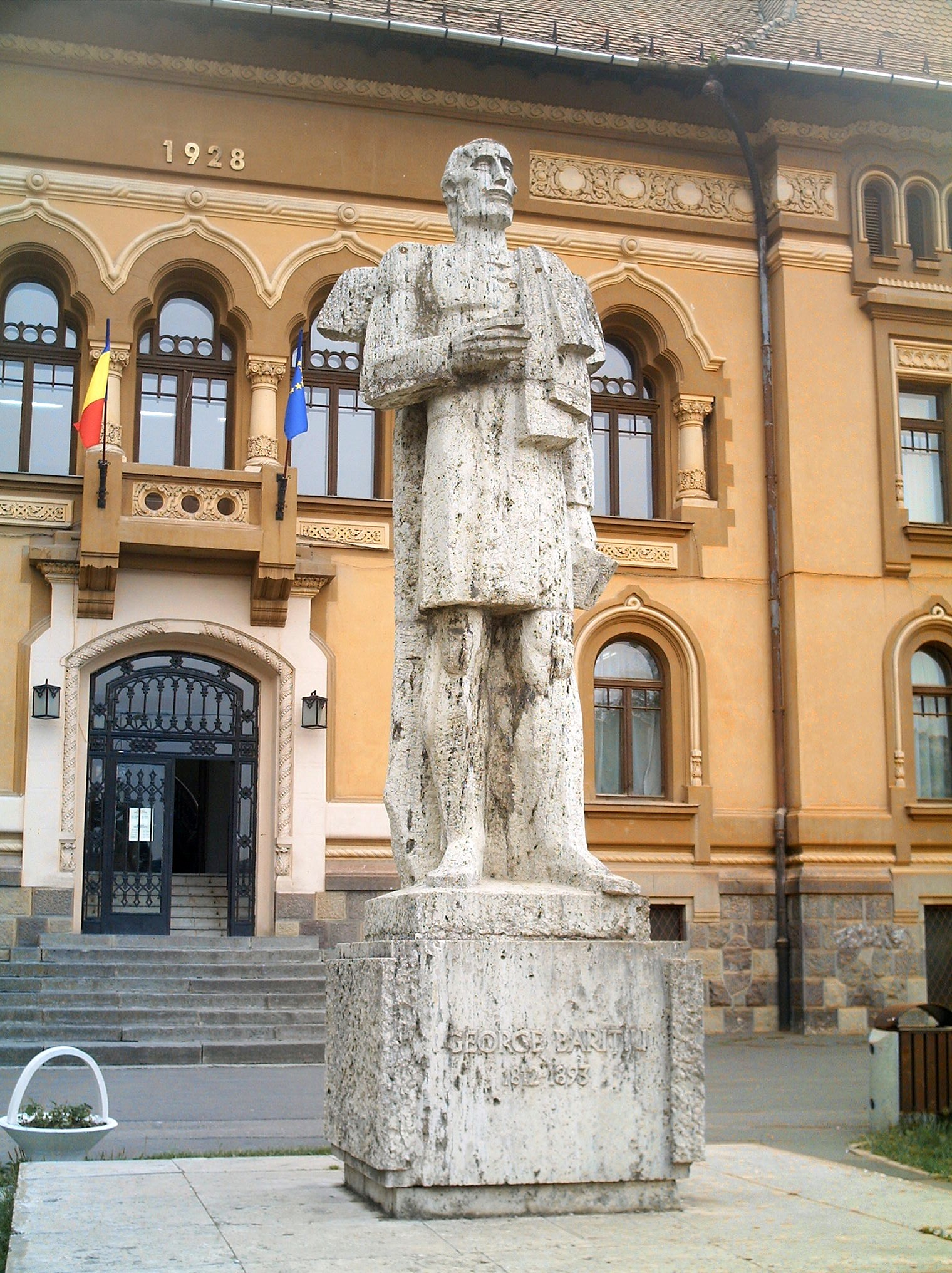
Statuia lui George Barițiu din Brașov
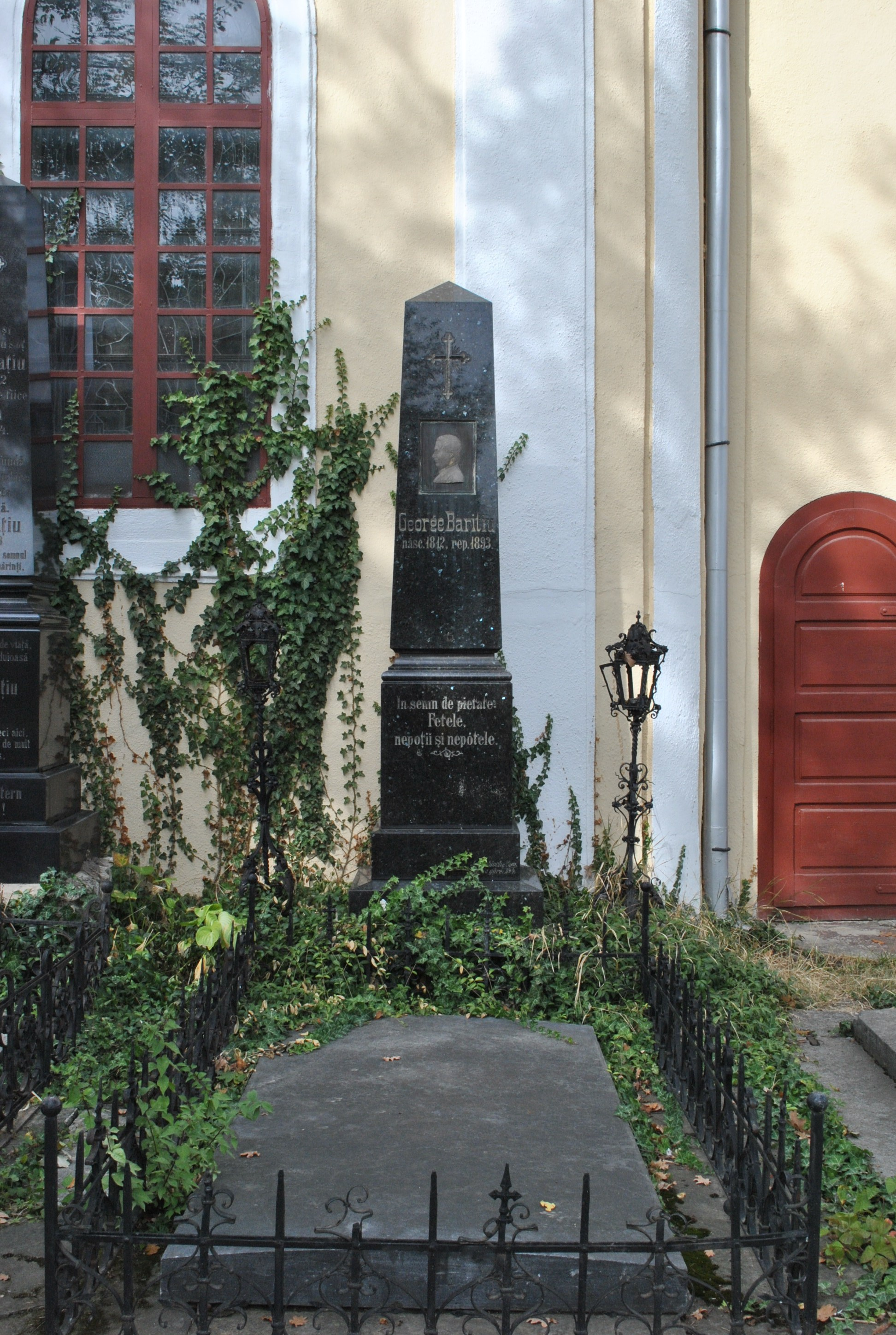
Mormântul lui George Barițiu din Sibiu